# Operação Infinite Reach
Os bombardeios do Afeganistão e do Sudão em agosto de 1998, de codinome Operação Alcance Infinito pelos Estados Unidos (em inglês:  Operation Infinite Reach), foram ataques de mísseis Tomahawk de um cruzador da Marinha dos Estados Unidos, em 20 de agosto de 1998, sobre as bases terroristas e campos de treinamento da Al-Qaeda no Afeganistão e a uma fábrica farmacêutica no Sudão, na sequência de suspeitas de que a fábrica de al-Shifa estava produzindo armas químicas e era controlada pelo terrorista árabe Osama bin Laden. O ataque foi em retaliação pelos atentados às embaixadas americanas no Quênia e na Tanzânia que mataram 224 pessoas (incluindo 12 americanos) e feriram 5.000.